# 小雙三角十二面截半二十面體
小雙三角十二面截半二十面體又稱小十二面化截半二十面體（small dodekified icosidodecahedron）是一種星形均勻多面體，由20個正三角形、12個正五角星和12個正十邊形組成，索引為U43，對偶多面體為小雙三角十二角星化六十面體，具有二十面體群對稱性。。

## 性質
小雙三角十二面截半二十面體共由44個面、120條邊和60個頂點組成。在其44個面中，有20個正三角形面、12個正五角星面和12個正十邊形面，或以施萊夫利符號表示為20{3}+12{5⁄2}+12{10}。在其60個頂點中，每個頂點都是2個十邊形面、1個三角形面和1個五角星面的公共頂點，並且這些面在構成頂角的多面角時，以五角星、十邊形、三角形和十邊形的順序排列，在頂點圖中可以用(5/3.10.3.10)或(10.5/3.10.3)來表示。

### 表示法
小雙三角十二面截半二十面體在考克斯特—迪肯符号中可以表示為（x5/3o3x5*a）或（x3/2o5/2x5*a），在威佐夫記號中可以表示為5/3 3 | 5。

### 尺寸
若小雙三角十二面截半二十面體的邊長為單位長，則其外接球半徑為：
{\displaystyle R={\frac {34+6{\sqrt {5}}}{4}}\approx 1.72148932}
邊長為單位長的小雙三角十二面截半二十面體，中分球半徑為：
{\displaystyle R_{M}={\frac {6\left(5+{\sqrt {5}}\right)}{4}}\approx 1.647278207}

### 二面角
小雙三角十二面截半二十面體共有兩種二面角，分別為十邊形面和三角形面的二面角、以及十邊形面和五角星面的二面角。
其中，十邊形面和三角形面的二面角角度約為100.8123度：
{\displaystyle \angle }十邊形{\displaystyle ,}三角形{\displaystyle \,=\arccos \left(-{\frac {\sqrt {15\left(5-2{\sqrt {5}}\right)}}{15}}\right)\approx 1.759506857578\approx 100.812316964^{\circ }}
而十邊形面和五角星面的二面角為5平方根倒數的反餘弦值，角度約為63.43度：
{\displaystyle \angle }十邊形{\displaystyle ,}五角星{\displaystyle \,=\arccos \left({\frac {\sqrt {5}}{5}}\right)\approx 1.10714872\approx 63.4349488^{\circ }}

## 相關多面體
小雙三角十二面截半二十面體與大星形截角十二面体共用相同的頂點佈局。其亦與小十二面二十面體和小二十面化截半二十面體共用相同的邊佈局。
| 大星形截角十二面体 | 小二十面化截半二十面體 | 小雙三角十二面截半二十面體 | 小十二面二十面體 |

### 拓樸
從組成元素來看，小雙三角十二面截半二十面體似乎與大雙三角十二面截半二十面體、小十二面截半二十面體和大十二面截半二十面體拓樸同構。但實際上與小雙三角十二面截半二十面體拓樸同構的立體只有大雙三角十二面截半二十面體。